# Batara (Népal)
Pour les articles homonymes, voir Batara.
Batara (en népalais : बतरा) est un comité de développement villageois du Népal situé dans le district de Bara. Au recensement de 2011, il comptait 3 776 habitants.